# Verba, Korop
Verba (în ucraineană Верба) este localitatea de reședință a comunei Verba din raionul Korop, regiunea Cernihiv, Ucraina.

## Demografie
Componența lingvistică a localității Verba
     Ucraineană (99,66%)
     Alte limbi (0,34%)
Conform recensământului din 2001, majoritatea populației localității Verba era vorbitoare de ucraineană (99,66%), existând în minoritate și vorbitori de alte limbi.